# FightAIDS@Home
 (décembre 2020).
Le projet FightAIDS@Home utilise la technique du calcul distribué pour trouver un moyen d'éradiquer le VIH.
FightAIDS@Home fonctionne depuis 2002 et a rejoint World Community Grid le 21 novembre 2005.
Le projet utilise la plateforme de calcul distribué de World Community Grid qui utilise la plateforme de calcul distribué BOINC.